# 日本近代文学会
日本近代文学会（日语：にほんきんだいぶんがくかい）是日本近代文学研究最大的学会，成立于1951年1月，除东京总部外，还有关西、北海道、九州等多个分会，共拥有会员2000人左右。学会以促进日本近代文学为宗旨，每年举办两次全国大会，各分会不定期举办主题研讨会。由于经济原因，学会事务所现已撤销，相关事务工作委托御茶水女子大学非营利活动法人御茶水学术事业会代为管理。学会期刊名为《日本近代文学》（半年刊）。现任会长为日本近代文学研究学者、神奈川大学教授日高昭二。